# デニズ・ウンダフ
- デニズ・ウンダヴ

デニズ・ウンダフ（Deniz Undav, クルド語発音: /dɛˈnɪz ʊnˈdɑːv/; 1996年7月19日 - ）は、ドイツ・ニーダーザクセン州ファーレル出身のサッカー選手。ブンデスリーガ・VfBシュトゥットガルト所属。ドイツ代表。ポジションはFW。

## 経歴
地元ニーダーザクセン州のチームやヴェルダー・ブレーメンなどのユースチームを経て、2014年にレギオナルリーガ (4部リーグ)のTSVハフェルゼでプロデビュー。以降SVメッペンなどでプレーしゴールを量産するも、ブンデスリーガのチームへの移籍はならず。
2020年7月4日、ロイヤル・ユニオン・サン＝ジロワーズと3年契約を締結。加入1年目の2020-21シーズンはベルギー・ファースト・ディビジョンBで17ゴールを決め、得点王となり、チームを1972-73シーズン以来のベルギー・ファースト・ディビジョンA昇格に導く。更に翌2021-22シーズンもダンテ・ファンゼイルとの2トップでゴールを量産し、トップリーグ首位に導く原動力となり、得点王も獲得。
2022年1月31日、ブライトン・アンド・ホーヴ・アルビオンFCと4年半契約を締結。2021-22シーズンはローン移籍の形でロイヤルSGでプレーし、2022-23シーズンより加入することが発表された。
2023年8月2日、VfBシュトゥットガルトにレンタル移籍した。2023-24シーズンは、公式戦34試合に出場し19得点10アシストを記録する活躍で、チームのチャンピオンズリーグ出場権獲得に貢献した。
2024年8月9日、シュトゥットガルトに完全移籍し、3年契約を結んだ。

### 代表
2024年3月14日、フランス代表、オランダ代表との国際親善試合に臨むドイツ代表のメンバーに初招集された。2024年3月23日、フランス戦で代表デビュー。同年9月11日のオランダ代表との国際親善試合で、代表初ゴールをマークした。
2024年、EURO2024に出場するドイツ代表メンバーに選出された。

## 人物
- 両親はトルコからの移民で、シャンルウルファの出身のクルド系[12]。

## タイトル

### クラブ
ユニオンSG
- ベルギー・ファースト・ディビジョンB : 1回 (2020-21)

### 個人
- ベルギー・ファースト・ディビジョンA得点王 : 1回 (2021-22)
- ベルギーリーグ最優秀選手賞 : 1回 (2021-22)
- ブンデスリーガ月間最優秀賞 : 2回 (2023年11月, 2024年1月)